# Arturo Sotto Díaz
Arturo Sotto Díaz (l'Havana, 12 de desembre de 1967) és un director de cinema cubà, graduat de Llicenciatura en Arts Escèniques de l'Instituto Superior de Arte de l'Havana, i de l'Escuela Internacional de Cine y Televisión de San Antonio de los Baños.

## Biografia
Des de molt jove es vincula al moviment de teatre aficionat com a actor i director, escriu els peces Escuadra a ras de sueño i Raíz de 4- 1, i el seu primer guió cinematogràfic Quién habrá cerrado las puertas?. Va fundar el Festival de Teatro Elsinor.
Les seves pel·lícules han integrat la selecció dels festivals de Oberhausen, Sao Paulo, Viña del Mar, Toronto, Biarritz, Salònica, Chicago, Washington DC, Valdivia, Lima i Brussel·les. Ha estat jurat internacional en el Festival de Curtmetratges de Oberhausen, Alemanya, i en el Festival Internacional del Nou Cinema Llatinoamericà de l'Havana. L'any 2004 rep la beca de la Fundació Carolina (Espanya), per a assistir al Curs de Desenvolupament de Guions Iberoamericans, pel seu guió Habana Oculta.
És autor de Conversaciones al lado de Cinecittá (Ediciones ICAIC), una compilació d'històries, testimoniatges i entrevistes a especialistes i tècnics que han fet cinema en el ICAIC durant 50 anys. En el 2012 va publicar el llibre de contes Caro diario, (Ediciones Unión).

## Filmografia
- En la Calzada de Jesús (Doc. 11´) 1990
- Los Ilustrados de siempre (Ficc. 10´) 1990
- Entre Stalin y un hombre desnudo (Ficc. 10´) 1991
- Buscando desesperadamente a Marlon Brando (Doc. 12´) 1991
- Talco para lo Negro (Guió i Direcció. Ficc. 30´) 1992
- Pon tu pensamiento en mí (Guió i Direcció. LM. Ficc.) 1995
- Amor vertical (Guió i Direcció. LM. Ficc.) 1997
- La Felicidad (Guió) 1998
- Perdidos en el cielo (Peter Pan Kids) (Guió) 2000
- El Beso Oscuro de la Mar (Coguió i Fotografia. Doc.) 2002
- Habana abierta (Codirecció amb Jorge Perugorría. LM. Doc.) 2003
- El cuerpo y la naturaleza (Vídeo Art) 2003
- El hombre de las mil voces (Doc.) 2004
- Habana oculta (Guión) 2004
- La noche de los inocentes (Itàlia-Cuba. LM ficc.) 2007
- Bretón es un bebé (Doc.) 2008
- El misterio de las aguas. Doc. 2009
- Lo mismo, se escribe igual. Documental de la sèrie Historias de la Música Cubana. 2009[3]
- Pasaporte. Videoclip. Habana de primera. 2012
- Performance - Proyecto D. (Producció i direcció). Documental sobre la obra del pintor Roberto Diago en la 11na. Biennal de L'Havana. 2012
- Boccaccerías Habaneras (2014)
- Nido de Mantis (2018)[4]

## Premis i nominacions
- Talco para lo Negro. 1992 premi al millor curtmetratge a la VI Mostra de Cinema Jove de L'Havana i al Festival de Cinema Llatinoamericà de L'Havana, premi especial del jurat al Festival de Vitòria
- Pon tu pensamiento en mí. 1995, nominada al Goya a la millor pel·lícula estrangera de parla hispana[5] i seleccionada per representar Cuba a l'Oscar
- Amor Vertical. 1997, nominada al Goya a la millor pel·lícula estrangera de parla hispana, seleccionada per representar Cuba a l'Oscar, premi al millor actor al Festival Internacional de Cinema de Viña del Mar i a la millor actriu al Festival Internacional de Cinema de Cartagena de Indias
- La noche de los inocentes. 2007, premi Especial del Jurat del Festival de Biarritz.